# Björn Höhne
Björn Höhne (ur. 27 marca 1991 w Berlinie) – niemiecki siatkarz, grający na pozycji przyjmującego, reprezentant Niemiec. 

## Sukcesy klubowe
Mistrzostwo Niemiec:
- 2012, 2013[2]
- 2014

Superpuchar Szwajcarii:
- 2018, 2022, 2024[3]

Mistrzostwo Szwajcarii:
- 2019, 2022[4], 2025[5]
- 2021, 2023[6], 2024[7]

Puchar Szwajcarii:
- 2022[8], 2024[9], 2025[10]

## Sukcesy reprezentacyjne
Igrzyska Europejskie:
- 2015[11]